# Joe Negroni
Joe Negroni (New York, 9 settembre 1940 – New York, 5 settembre 1978) è stato un cantante portoricano.
Joe Negroni è stato il fondatore e membro del gruppo Rock and roll Frankie Lymon and the Teenagers.

## Primi anni
La famiglia Negroni si trasferì da Porto Rico a New York durante il periodo della Grande depressione. La famiglia viveva a Manhattan 
qui Negroni fece amicizia con Herman Santiago, nei primi anni 50 Negroni, Santiago e altri suoi amici Jimmy Merchant e Sherman Garnes si riunivano per cantare canzoni a ritmo Doo-wop.
Negroni aveva una voce baritonale, e il primo nome del gruppo era "The Ermines" (gli ermellini), con Santiago come cantante, nel corso del tempo i The Ermines cambiarono nome in "Coupe de Villes e successivamente in "Premiers".

## The Teenagers
Nel 1955 assieme al gruppo Premiers si unisce insieme al gruppo il giovanissimo Frankie Lymon, proveniente dagli Harlemaires Juniors.
Sempre nello stesso anno il gruppo venne scoperto dalla casa discografica Gee Records, la vitalità del quintetto convinse George Goldner a firmare un contratto, in seguito il nome del gruppo venne sostituito da Premiers in The Teenagers e la loro canzone di successo Why Do Birds divenne Why Do Fools Fall in Love?.
Nel 1956 il singolo raggiunse la posizione n.1 della classifica R&B e nella classifica statunitense. 
Questo permise il lancio in scena del gruppo e soprattutto di Frankie Lymon, nel corso di poco tempo al gruppo vengono affidati sempre più ingaggi e decidono di incidere un secondo singolo I Want To Be My Girl. Col passare del tempo il  gruppo continua a incidere successi come The ABC's Of Love e molti altri ancora.
Nel 1957 I Teenagers partecipano al film Rock Rock Rock (il re del Rock'n'roll). nel corso di quell'anno il gruppo però si separa da Lymon e proseguirà da solo con svariati cantanti differenti ottenendo risultati sempre più modesti e dopo poco il gruppo si scioglie completamente.

## Morte
Joe Negroni mori il 5 settembre 1978 per emorragia cerebrale.

## Anni successivi
Nel 1993, Joe Negroni, Herman Santiago, Frankie Lymon, Jimmy Merchant, and Sherman Garnes, i membri originali del gruppo "the Teenagers", vennero introdotti nella Rock and Roll Hall of Fame e nel 2000 vennero inseriti nella Vocal Group Hall of Fame.